# Gheorghe Asachi

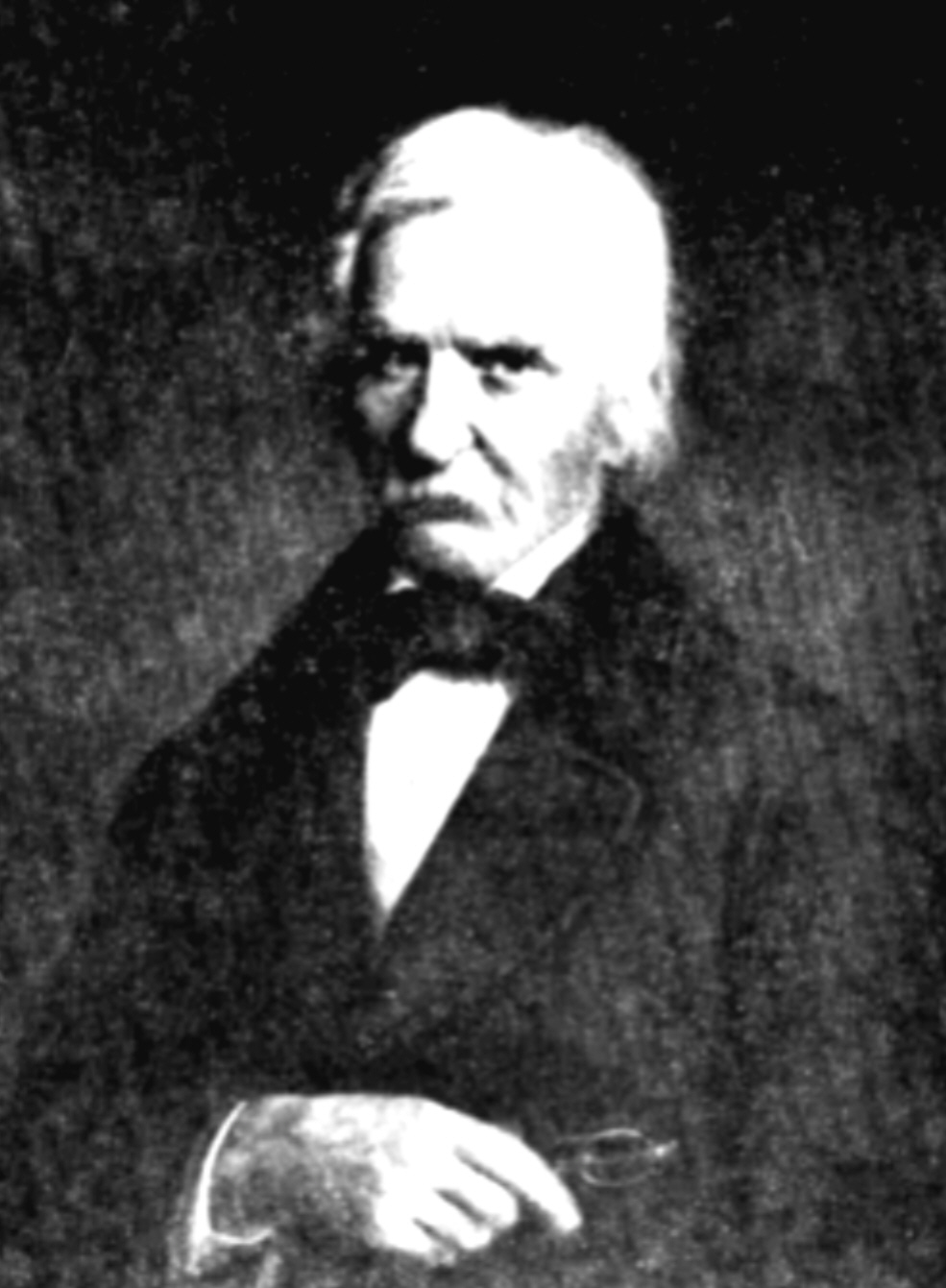
Gheorghe Asachi

Gheorghe Asachi alternativtGeorg Asaky/Asaki, född 1 mars 1788, död 12 november 1869, var en rumänsk patriot och författare, en av pionjärerna i det kulturella livet i Furstendömet Moldova under 1800-talets första hälft.
Asachi behärskade med sin mångsidighet Rumäniens kulturliv under 1800-talets förra hälft, och arbetade för återupplivandet av rumänskt språk och nationalsinne. Han var med om att grunda vad som skulle bli det första rumänska universitetet i Iași, och stod år 1816 bakom den första teatern, som han både skrev och översatte ett flertal pjäser för. År 1829 utgav han den första moldaviska tidningen, och han gav även ut de första litterära tidskrifterna.
Asachi är ihågkommen mer för sin kulturella insats än för sin litterära produktion (dikter, historiska noveller och skådespel), som är präglad av en försenad klassicism. Som motståndare till förenandet av de två rumänska furstendömena (Moldova och Valakiet) blev han under sina sista år isolerad och bortglömd.